# Brønderslev Kommune (1970-2006)
Brønderslev Kommune i Nordjyllands Amt blev dannet ved kommunalreformen i 1970. Ved strukturreformen i 2007 blev sammenlagt med Dronninglund Kommune til den nuværende Brønderslev Kommune.

## Tidligere kommuner
Brønderslev havde været købstad, men det begreb mistede sin betydning ved kommunalreformen. 5 sognekommuner blev lagt sammen med Brønderslev købstad til Brønderslev Kommune.
| Kommune                   | Folketal 1. januar 1970 | Byer                         |
| ------------------------- | ----------------------- | ---------------------------- |
| Brønderslev               | 10.218                  | Brønderslev                  |
| Hellum                    | 454                     |                              |
| Jerslev                   | 2.711                   | Jerslev                      |
| Serritslev                | 946                     | Serritslev                   |
| Tolstrup-Stenum           | 1.558                   | Stenum                       |
| Øster Brønderslev-Hallund | 2.550                   | Øster Brønderslev og Hallund |
| I alt                     | 18.437                  |                              |

Hertil kom at Vrensted-Tise sognekommune med 2.173 indbyggere blev delt, så Tise Sogn med byen Tise kom til Brønderslev Kommune, mens Vrensted Sogn kom til Løkken-Vrå Kommune. Desuden fik Brønderslev Kommune 16 matrikler i Store Vildmose fra Ajstrup Sogn i Aalborg Kommune.

## Sogne
Brønderslev Kommune bestod af følgende sogne:
- Hallund Sogn (Dronninglund Herred)
- Hellum Sogn (Dronninglund Herred)
- Brønderslev Sogn (Børglum Herred)
- Jerslev Sogn (Børglum Herred)
- Serritslev Sogn (Børglum Herred)
- Stenum Sogn (Børglum Herred)
- Tise Sogn (Børglum Herred)
- Tolstrup Sogn (Børglum Herred)
- Øster Brønderslev Sogn (Børglum Herred)

## Borgmestre[3]
| Navn                | Parti             | Periode   |
| ------------------- | ----------------- | --------- |
| P. N. Jensen        | Venstre           | 1970-1990 |
| Peder Ivar Nielsen  | Socialdemokratiet | 1990-1998 |
| Lene Hansen         | Socialdemokratiet | 1998-2002 |
| Jens Arne Hedegaard | Venstre           | 2002-2006 |